# Jack Beng-Thi
Pour les articles homonymes, voir Beng.
 (octobre 2020).
Si vous disposez d'ouvrages ou d'articles de référence ou si vous connaissez des sites web de qualité traitant du thème abordé ici, merci de compléter l'article en donnant les références utiles à sa vérifiabilité et en les liant à la section « Notes et références ».
Jack Beng-Thi est un plasticien et sculpteur français né en 1951 au Port (La Réunion).

## Biographie
Diplômé de l'École supérieure des beaux-arts de Toulouse en 1977, Jack Beng-Thi est également titulaire d'une maîtrise en arts plastiques obtenue à l'université de Paris VIII. De 1970 à 1978 il effectue un voyage initiatique en parcourant des pays d’Europe et d’Amérique latine.
Bénéficiaire d'une bourse de la Ville de Paris au début des années 1980, il devient pendant deux ans pensionnaire de la Cité internationale des arts. Il y mènera une réflexion et une recherche dans l’espace dramatique des corps, une quête identitaire qui trouve sa résonance dans des installations plastiques qui métissent des matériaux, terre, bois, fibres végétales, transcendant des mémoires individuelles et collectives. La photographie, comme image d'une trace documentaire, sert de base à sa création.
De 1986 à 1990, il délaisse l’atelier pour un travail dans le paysage de l’île (Hommage au volcan lieux de mémoire). En 1994, il crée avec d’autres artistes le groupe Austral pour une nouvelle réflexion sur l'art dans la mouvance culturelle de l’espace indo-océanique.
Entre 1995 et 1998, il participe à des échanges culturels, expositions et biennales dans divers pays (Madagascar, Afrique du Sud, Namibie, Cuba, Congo, Haïti). Ces dernières expériences ouvrent la voie vers de nouvelles sources esthétiques et d’inspiration.
Lors de ses résidences, il enseigne les arts plastiques dans les écoles professionnelles et lors de workshops. Il est également enseignant en sculpture à l'École supérieure d'art de La Réunion.

## Œuvres
- La Constellation des Manquants, 1997, installation.
- Territoire stellaire : 150 gardiens au pays des étoiles, 1999, installation.
- Signs of the Periphery, 2000, installation.

## Expositions
- Exposition au palais des Arts de Toulouse, 1976.
- La sculpture à la Réunion, exposition au conseil régional de Saint-Denis de La Réunion, 1986.
- Galerie Osmose, Saint-Gilles-Les-Hauts, 1987.
- Jardin de sculpture, Piton Sainte-Rose, 1989.
- Festival de l'Océan Indien, 1990.
- Biennale des Seychelles, 1990.
- Espace Jeumont Saint-Denis-de-la-Réunion, 1991.
- Espace culturel de Champ-fleuri, Saint-Denis-de-la-Réunion, 1991.
- Lieux de Mémoire, FRAC de la Réunion, 1994.
- Biennale de la Havanne, 1997.
- Biennale de la Havanne, 2000.
- 5e Rencontres de la photographie africaine de Bamako (Mali), 2003.
- Saloum (avec l'Ass Cheminements)[1], médiathèque, Saint-Paul de La Réunion, 2007[2].
- Jack Beng-Thi expose à Gorée[3].